# Beautiful Stranger
Singles de Madonna
Nothing Really Matters
(1999) American Pie
(2000)
Pistes de Austin Powers: The Spy Who Shagged Me
My Generation
(2)
Beautiful Stranger est une chanson de l'artiste américaine Madonna, sortie le 29 mai 1999 sur les labels Maverick Records et Warner Bros. Records. Écrite et produite par Madonna et William Orbit, avec qui elle avait déjà collaboré en 1998 pour son album Ray of Light, la chanson a été enregistrée pour le film Austin Powers 2 : L'Espion qui m'a tirée. À cette occasion, l'acteur principal du film, Mike Myers, reprend son personnage dans le clip vidéo réalisé par Brett Ratner. En 2000, la chanson remporte le Grammy Award de la « Meilleure chanson écrite pour les médias visuels ».